# Détective Conan : Le Onzième Attaquant
 Détective Conan : Le Onzième Attaquant (名探偵コナン 11人目のストライカー, Meitantei Konan: Jūichininme no Sutoraikā) est un film d'animation japonais réalisé par Kōbun Shizuno, sorti en 2012.
Il s'agit du seizième film tiré du manga Détective Conan.

## Synopsis
Un jour, Kogorō reçoit à l'agence un coup de téléphone. Au bout du fil, une personne qui lance un avertissement concernant l'explosion d'une bombe. À la fin du message, l'auteur laisse un code « Le Garçon en Bleu et Le Zèbre Bleu, La pluie venant d'en haut… ». Si Conan arrive à déchiffrer ce code, il pourra stopper la bombe. C'est une nouvelle aventure qui commence pour Conan et les Détectives Boys. L'histoire prendra place dans un stade, lors d'une rencontre de foot entre l'équipe des Tokyo Spirits, de Hideo Akagi, et celle des Big Ōsaka de Ryûsuke Higo.

## Distribution

### Voix japonaises
- Minami Takayama : Conan Edogawa
- Wakana Yamazaki : Ran Mouri
- Rikiya Koyama : Kogoro Mouri
- Kappei Yamaguchi : Shinichi Kudo
- Kenichi Ogata : le professeur Hiroshi Agasa
- Koji Tsujitani : Hideo Akagi
- Kazuki Yao : Naoki Uemura
- Takahiro Sakurai : Ryûsuke Higo
- Chafurin : inspecteur Megure
- Megumi Hayashibara : Ai Haibara
- Ikue Ōtani : Mitsuhiko Tsuburaya
- Yukiko Iwai : Ayumi Yoshida
- Wataru Takagi : Wataru Takagi, Genta Kojima
- Naoko Matsui : Sonoko Suzuki
- Atsuko Yuya : Miwako Sato
- Kazuhiko Inoue : Ninzaburo Shiratori
- Isshin Chiba : officier Chiba

## Musique
Le générique de fin pour le film est Haru Uta du groupe Ikimono Gakari.